# Neuhardenberg Solarpark
Neuhardenberg Solarpark – фотоэлектрическая станция общей мощностью 145 мегаватт. Построена на территории аэропорта, в коммуне Нойхарденберг, Германия. Для производства электричества электростанция использует 600 000 фотоэлектрических модулей. Стоимость проекта составила 200 миллионов евро.
Строительство было осуществлено в 2012 году за пять недель силами 2000 рабочих. Короткие сроки строительства объясняются необходимостью завершить проект до прекращения действия правительственной программы субсидирования. Станция поставляет электричество потребителям с марта 2013 года.